# Fissiphallius
Fissiphalliidae
Famille
Genre
Fissiphallius, unique représentant de la famille des Fissiphalliidae, est un genre d'opilions laniatores.

## Répartition
Les espèces de ce genre se rencontrent au Brésil et en Colombie.

## Liste des espèces
Selon World Catalogue of Opiliones (14/10/2021) :
- Fissiphallius chicoi Tourinho & Pérez-González, 2006
- Fissiphallius martensi Pinto-da-Rocha, 2004
- Fissiphallius orube Polydoro & Pinto-da-Rocha, 2012
- Fissiphallius spinulatus Martens, 1988
- Fissiphallius sturmi Martens, 1988
- Fissiphallius sympatricus Martens, 1988
- Fissiphallius tucupi Tourinho & Pérez-González, 2006

## Publication originale
- (en) Jochen Martens, « Fissiphalliidae, a new family of South American laniatorean harvestmen (Arachnida: Opiliones) », Zeitschrift fuer Zoologische Systematik und Evolutionsforschung, 1988, vol. 26, no 2, p. 114-127.